# Lasioglossum ornduffi
Lasioglossum ornduffi is een vliesvleugelig insect uit de familie Halictidae. De wetenschappelijke naam van de soort is voor het eerst geldig gepubliceerd in 1970 door Hurd.